# Кубок Шотландії з футболу 1998—1999
Кубок Шотландії з футболу 1998–1999 — 114-й розіграш кубкового футбольного турніру у Шотландії. Титул  здобув Рейнджерс.

## Календар
| Раунд        | Дата                                                      | Матчі | Клуби   |
| ------------ | --------------------------------------------------------- | ----- | ------- |
| Перший раунд | 5 грудня 1998, 8-12 грудня 1998 (перегравання)            | 4+2   | 48 → 44 |
| Другий раунд | 2-18 січня 1999, 6-23 січня 1999 (перегравання)           | 12+6  | 44 → 32 |
| 1/16 фіналу  | 23 січня - 3 лютого 1999, 2-15 лютого 1999 (перегравання) | 16+5  | 32 → 16 |
| 1/8 фіналу   | 13 лютого - 3 березня 1999, 6 березня 1999 (перегравання) | 8+1   | 16 → 8  |
| 1/4 фіналу   | 6-13 березня 1999, 17 березня 1999 (перегравання)         | 4+1   | 8 → 4   |
| 1/2 фіналу   | 10-11 квітня 1999                                         | 2     | 4 → 2   |
| Фінал        | 29 травня 1999                                            | 1     | 2 → 1   |

## 1/16 фіналу
| Команда 1         | Рахунок | Команда 2                |
| ----------------- | ------- | ------------------------ |
| 23 січня 1999     |         |                          |
| Абердин           | 0:1     | Лівінгстон (3)           |
| Ейр Юнайтед (2)   | 3:0     | Кілмарнок                |
| Бріхін Сіті (4)   | 1:1     | Альбіон Роверз (4)       |
| Селтік            | 3:1     | Ейрдріоніанс (2)         |
| Фолкерк (2)       | 3:0     | Хантлі (5)               |
| Грінок Мортон (2) | 2:1     | Данді                    |
| Гіберніан (2)     | 1:1     | Стерлінг Альбіон (3)     |
| Партік Тісл (3)   | 1:2     | Данфермлін Атлетік       |
| Рейт Роверз (2)   | 0:4     | Клайд (3)                |
| Рейнджерс         | 2:0     | Стенхаузмур (4)          |
| Сент-Джонстон     | 1:0     | Форфар Атлетік (3)       |
| Сент-Міррен (2)   | 1:1     | Гамільтон Академікал (2) |
| Странрар (2)      | 1:0     | Іст Стерлінгшир (4)      |
| 24 січня 1999     |         |                          |
| Мотервелл         | 3:1     | Гарт оф Мідлотіан        |
| 2 лютого 1999     |         |                          |
| Квінз Парк (4)    | 0:0     | Данді Юнайтед            |
| 3 лютого 1999     |         |                          |
| Клайдбанк (2)     | 1:1     | Росс Каунті (4)          |

Перегравання
| Команда 1                | Рахунок | Команда 2       |
| ------------------------ | ------- | --------------- |
| 2 лютого 1999            |         |                 |
| Альбіон Роверз (4)       | 3:1     | Бріхін Сіті (4) |
| Стерлінг Альбіон (3)     | 2:1     | Гіберніан (2)   |
| Гамільтон Академікал (2) | 1:0     | Сент-Міррен (2) |
| 9 лютого 1999            |         |                 |
| Данді Юнайтед            | 1:0     | Квінз Парк (4)  |
| 15 лютого 1999           |         |                 |
| Росс Каунті (4)          | 2:3     | Клайдбанк (2)   |

## 1/8 фіналу
| Команда 1                | Рахунок | Команда 2            |
| ------------------------ | ------- | -------------------- |
| 13 лютого 1999           |         |                      |
| Ейр Юнайтед (2)          | 1:0     | Альбіон Роверз (4)   |
| Селтік                   | 4:0     | Данфермлін Атлетік   |
| Грінок Мортон (2)        | 6:1     | Клайд (3)            |
| Лівінгстон (3)           | 1:3     | Сент-Джонстон        |
| Мотервелл                | 2:0     | Стерлінг Альбіон (3) |
| Странрар (2)             | 1:2     | Фолкерк (2)          |
| 14 лютого 1999           |         |                      |
| Гамільтон Академікал (2) | 0:6     | Рейнджерс            |
| 3 березня 1999           |         |                      |
| Клайдбанк (2)            | 1:1     | Данді Юнайтед        |

Перегравання
| Команда 1      | Рахунок | Команда 2     |
| -------------- | ------- | ------------- |
| 6 березня 1999 |         |               |
| Данді Юнайтед  | 3:0     | Клайдбанк (2) |

## 1/4 фіналу
| Команда 1         | Рахунок | Команда 2     |
| ----------------- | ------- | ------------- |
| 6 березня 1999    |         |               |
| Мотервелл         | 0:2     | Сент-Джонстон |
| 7 березня 1999    |         |               |
| Рейнджерс         | 2:1     | Фолкерк (2)   |
| 8 березня 1999    |         |               |
| Грінок Мортон (2) | 0:3     | Селтік        |
| 13 березня 1999   |         |               |
| Ейр Юнайтед (2)   | 0:0     | Данді Юнайтед |

Перегравання
| Команда 1       | Рахунок | Команда 2       |
| --------------- | ------- | --------------- |
| 17 березня 1999 |         |                 |
| Данді Юнайтед   | 2:1     | Ейр Юнайтед (2) |

## 1/2 фіналу
| Команда 1      | Рахунок | Команда 2     |
| -------------- | ------- | ------------- |
| 10 квітня 1999 |         |               |
| Селтік         | 2:0     | Данді Юнайтед |
| 11 квітня 1999 |         |               |
| Сент-Джонстон  | 0:4     | Рейнджерс     |

## Фінал
| 29 травня 1999 |

| Рейнджерс  | 1:0      | Селтік |
| ---------- | -------- | ------ |
| Воллес 48' | Протокол |        |

| Гемпден-Парк, Глазго Глядачів: 52 670 Арбітр: Г'ю Даллас |